# Can Sol (Portbou)
Can Sol és una casa noucentista de Portbou (Alt Empordà) inclosa a l'Inventari del Patrimoni Arquitectònic de Catalunya.

## Descripció
Casa entre mitgeres, situada a pocs metres de la Rambla. És un edifici de planta baixa, dos pisos i golfes. Presenta simetria i ordre en les obertures de totes les plantes. Aquestes sempre són d'arc rebaixat i amb balcons, tret de les de la planta baixa que presenten reixes de forja. A la part central de la façana dues balconades s'ajunten per formar una tribuna al primer pis i una gran terrassa en el segon. Aquesta tribuna és l'element més destacable de la façana; presenta columnes corínties i un gran escut.